# Daisy Geyser
De Daisy Geyser is een geiser in het Upper Geyser Basin, dat onderdeel is van het Nationaal Park Yellowstone in de Verenigde Staten. De Daisy Geiser is een van de geisers van de Daisy Group, in deze groep liggen ook de Splendid Geyser en de Comet Geyser.
De erupties van de Daisy Geyser zijn erg regelmatig, duren 3 tot 5 minuten en komen tot een hoogte van 22 meter. Na een aardbeving in het Nationaal park Denali werd het ritme van erupties voor korte tijd veranderd, maar herstelde zich weer na 6 weken.